# Linda Gustavson
Linda Gustavson   (Santa Cruz, 30 de novembre de 1949), de casada McGuire, és una nedadora estatunidenca, ja retirada, especialista en estil lliure, que va competir durant la dècada de 1960.
Entrenada per George Haines al Santa Clara Swim Club, el 1968 va prendre part en els Jocs Olímpics d'Estiu de Ciutat de Mèxic, on va disputar tres proves del programa de natació. Formant equip amb Jane Barkman, Susan Pedersen i Jan Henne guanyà la medalla d'or en els 4x100 metres lliures. En els 400 metres lliures guanyà la medalla de plata i en els 100 metres lliures la de bronze.
En el seu palmarès també destaca una medalla d'or en els 4x100 metres lliures dels Jocs Panamericans de 1967 i quatre medalles d'or a les Universíades del mateix any. Va estudiar a la Universitat Estatal de Michigan.